# Championnat du monde d'échecs rapides 2024

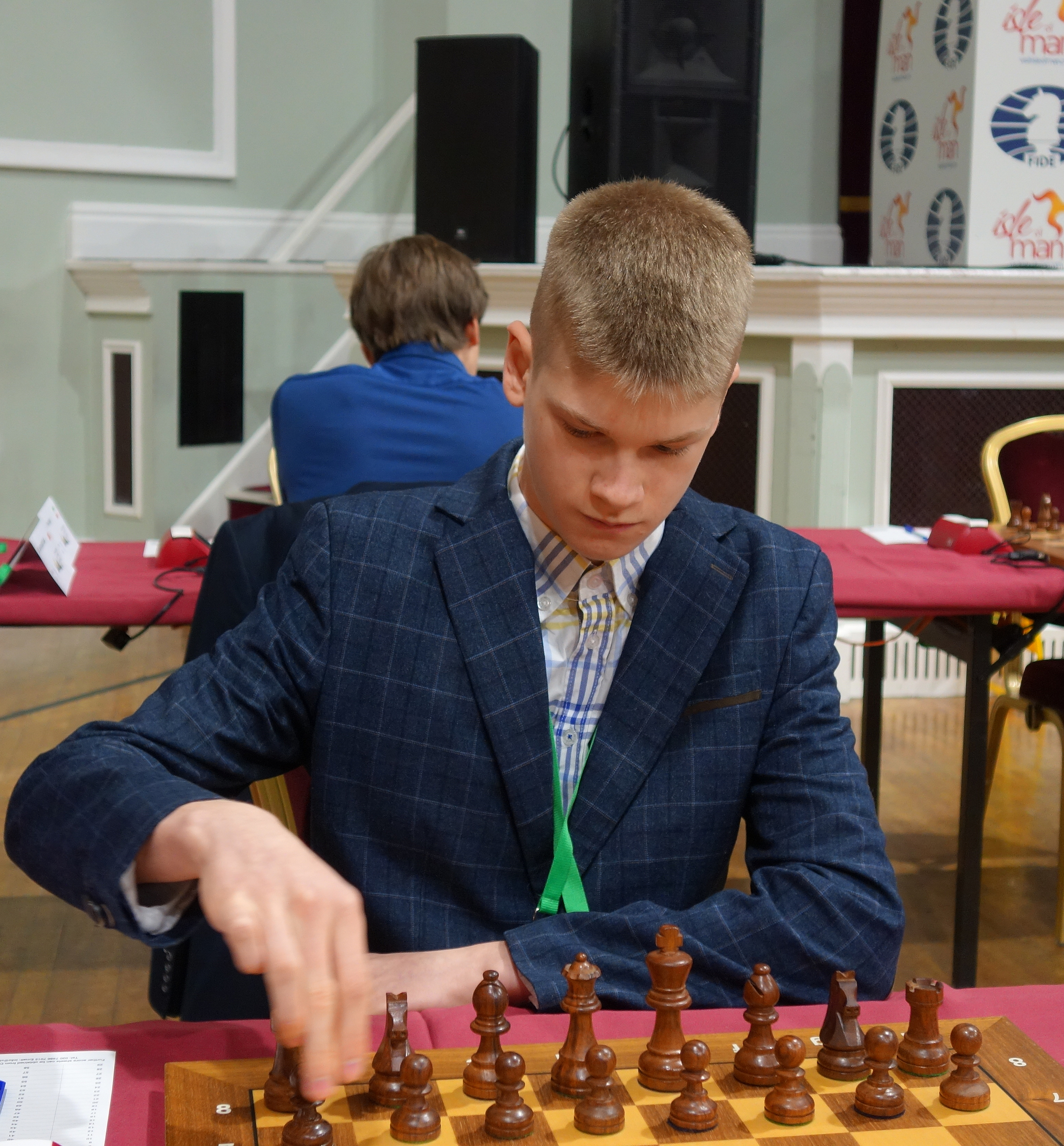
Volodar Murzin, grand maître d'échecs russe, vainqueur de la division ouverte du championnat du monde d'échec rapide en 2024

Le Championnat du monde d'échecs rapides 2024 était l'édition 2024 du Championnat du monde d'échecs rapides organisé par la FIDE pour déterminer les champions du monde d'échecs en contrôle de temps rapide. Le tournoi s'est déroulé au Cipriani Wall Street, New York, du 26 au 28 décembre. Le Championnat a employé un système suisse consistant en 13 rondes pour le tournoi ouvert et en 11 rondes pour le tournoi féminin. Les joueurs dans le tournoi ouvert devaient être classés au moins 2550 Elo FIDE en 2024 ou posséder un titre de champion national. Le contrôle de temps était de 15 minutes par joueur avec un incrément de 10 secondes par coup. Depuis 2012, la FIDE organisait aussi en même temps le Championnat du monde de blitz.

## Fonds de prix
| Division ouverte                                                         | Division féminine                                                        |
| 1er : 90 000 $ 2e : 70 000 $ 3e : 56 000 $ 4e : 45 000 $ 5e : 36 000 $ … | 1er : 60 000 $ 2e : 40 000 $ 3e : 28 000 $ 4e : 22 000 $ 5e : 18 000 $ … |
| Total : 550 000 $                                                        | Total : 228 500 $                                                        |

## Résultats
Les gagnants du tournoi ouvert étaient :
| Classement | Joueur                  | Points |
| ---------- | ----------------------- | ------ |
| 1          | Volodar Mourzine        | 10     |
| 2          | Alexandr Grichtchouk    | 9.5    |
| 3          | Ian Nepomniachtchi      | 9.5    |
| 4          | Leinier Domínguez Perez | 9      |
| 5          | Erigaisi Arjun          | 9      |
| 6          | Javokhir Sindarov       | 9      |
| 7          | Alireza Firouzja        | 9      |
| 8          | Daniil Doubov           | 9      |
| 9          | Karen H. Grigoryan      | 9      |
| 10         | Samuel Sevian           | 8.5    |
| 11         | Anish Giri              | 8.5    |
| 12         | Mahammad Muradli        | 8.5    |
| 13         | Yu Yangyi               | 8.5    |
| 14         | Shakhriyar Mamedyarov   | 8.5    |
| 15         | Fabiano Caruana         | 8.5    |

Les gagnantes de la division féminine étaient :
| Classement | Joueuse                 | Points |
| ---------- | ----------------------- | ------ |
| 1          | Humpy Koneru            | 8.5    |
| 2          | Ju Wenjun               | 8      |
| 3          | Kateryna Lagno          | 8      |
| 4          | Tan Zhongyi             | 8      |
| 5          | Dronavalli Harika       | 8      |
| 6          | Alexandra Kosteniouk    | 8      |
| 7          | Afruza Khamdamova       | 8      |
| 8          | Bibisara Assaubayeva    | 7.5    |
| 9          | Irine Kharisma Sukandar | 7.5    |
| 10         | Stavroula Tsolakidou    | 7.5    |
| 11         | Deysi Cori              | 7.5    |
| 12         | Marina Mouzytchouk      | 7.5    |
| 13         | Turmunkh Munkhzul       | 7      |
| 14         | Elisabeth Paehtz        | 7      |
| 15         | Dinara Wagner           | 7      |

## Retrait de Magnus Carlsen
A l'issue de la sixième ronde du tournoi, les organisateurs ont lancé un avertissement officiel et ont infligé une amende au champion en titre, Magnus Carlsen, en raison de ses tenues vestimentaires (des jeans). Il a refusé de changer de tenue ; par conséquent les organisateurs ne lui ont pas attribué un neuvième adversaire, et il a conclu la journée par un score de 5/8. Le lendemain Carlsen s'est retiré de la compétition et a déclaré son refus de participer au tournoi de Blitz. La FIDE a publié une déclaration disant que "la décision a été formulée d'une manière impartiale et s'applique également à tous les joueurs", faisant référence à l'amende infligée en raison de ses chaussures à Ian Nepomniachtchi, qui s'est mis en règle. Carlsen lui a répondu dans un entretien avec Levy Rozman : "J'en ai marre de la FIDE, alors je n'en veux plus". Cependant, le 29 décembre, Carlsen a fait volte-face et a indiqué son intention de rejoindre enfin le tournoi de blitz.